# Myiozetetes granadensis
El bienteveo cabecigrís (Myiozetetes granadensis) es una especie de ave paseriforme de la familia Tyrannidae perteneciente al género Myiozetetes. Es nativo del este de América Central y del noroeste de América del Sur.

## Nombres populares
Se le denomina también benteveo de copete gris, suelda cabecigrís (en Colombia), mosquero cabecigrís (en Costa Rica y Panamá), mosquero gorrigrís (en Ecuador), chilero cabecigrís (en Honduras), güis cabecigrís (en Nicaragua), pispirillo copete gris (en Venezuela) o mosquero de gorro gris (en Perú).

## Distribución y hábitat
Se distribuye en dos grandes áreas disjuntas; desde el este de Honduras, Nicaragua, por Costa Rica, Panamá, norte y oeste de Colombia, por la pendiente del Pacífico hasta el oeste de Ecuador; y a oriente de los Andes en el occidente de la cuenca del Amazonas, por el sur de Venezuela, este y sur de Colombia, este de Ecuador, este de Perú norte de Bolivia y noroeste de Brasil.
Esta especie es considerada común en sus hábitats naturales: los bordes de selvas húmedas y claros arbustivos. genralmente cerca de cursos de agua, también en tierras aradas o de pastoreo y bosques altamente degradados. Principalmente hasta los 1200 m s. n. m.

## Descripción
Mide 17 cm de longitud. El iris es pardo grisáceo. La cabeza gris con una mancha anaranjado-rojiza en la corona, semi-oculta y solamente una corta lista superciliar blanca. Por arriba es oliváceo, las alas con bordes pálidos estrechos. La garganta es blanca y por abajo es amarillo brillante. La hembra tiene la mancha de la corona reducida o inexistente.

## Comportamiento
Se comporta de manera muy semejante al bienteveo sociable (Myiozetetes similis) pero es más florestal y a menudo forrajea en el dosel.

### Alimentación
Reunidos en grupos familiares de tres o cuatro individuos, capturan insectos en vuelos ruidosos por el dosel.

### Vocalización
La mayoría de los llamados som más agudos que M. similis, algunos rivalizan en potencia con el bienteveo común (Pitangus sulphuratus) e incluyen un «kip!» a menudo repetido en serie, y un «kip, kiip, k-biir» o «kip, kiir, kiw-kiw».

## Sistemática

### Descripción original
La especie M. granadensis fue descrita por primera vez por el ornitólogo estadounidense George Newbold Lawrence en 1862 bajo el mismo nombre científico; la localidad tipo es «istmo de Panamá».

### Etimología
El nombre genérico masculino «Myiozetetes» se compone de las palabras del griego «muia, muias» que significa ‘mosca’, y «zētētēs» que significa ‘perseguidor’; y el nombre de la especie «granadensis», se refiere a Nueva Granada antiga denominación de territorios englobando Panamá, Colombia y otros.

### Taxonomía
Los datos genéticos indican fuertemente que la presente especie es hermana de Myiozetetes luteiventris y ambas forman un clado con el par formado por Myiozetetes cayanensis y M. similis. La subespecie occidentalis posiblemente estaría mejor si unida a la nominal; se requieren más estudios.

### Subespecies
Según las clasificaciones del Congreso Ornitológico Internacional (IOC) y Clements Checklist/eBird se reconocen tres subespecies, con su correspondiente distribución geográfica:

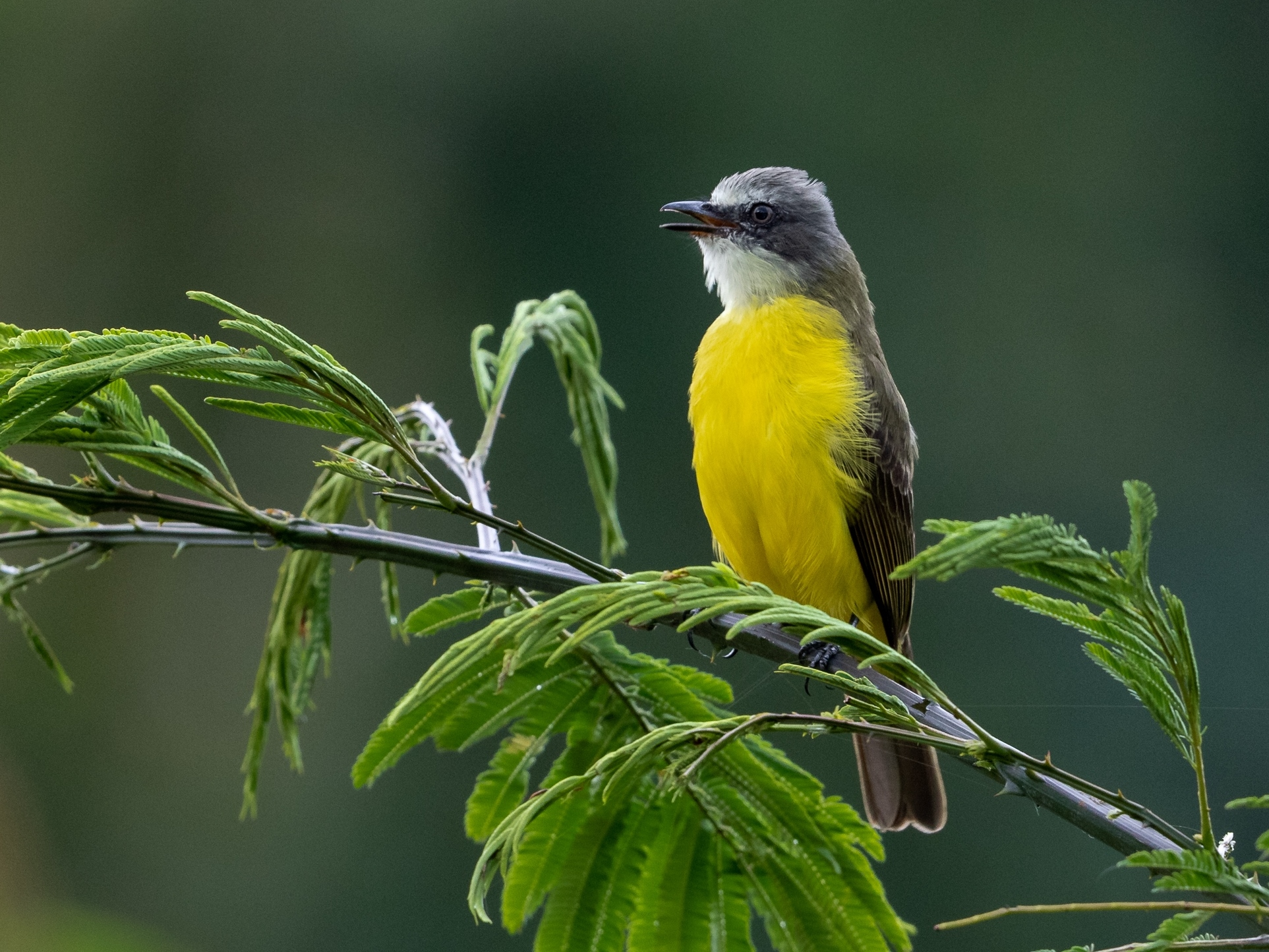
Myiozetetes granadensis obscurior en la Sierra del Divisor, Acre, Brasil.

- Myiozetetes granadensis granadensis Lawrence, 1862 – este de Honduras, Nicaragua y Costa Rica al sur hasta el centro este de Panamá.
- Myiozetetes granadensis occidentalis J.T. Zimmer, 1937 – este de Panamá (Darién), norte y oeste de Colombia (a occidente de los Andes) y noroeste de Ecuador (al sur hasta Manabí y sur de Pichincha).
- Myiozetetes granadensis obscurior Todd, 1925 – centro y este de Colombia (bajo Valle del Magdalena al sur hasta el lado sureste de la Serranía de San Lucas, al sur desde el oeste de Meta y Vaupés, y ampliamente al este de los Andes orientales) y sureste de Venezuela (centro y sur de Amazonas, oeste de Bolívar) al sur hasta el este de Ecuador, este del Perú (este de los Andes), oeste de Brasil (al este hasta el norte de Roraima, oeste de Amazonas y Rondônia) y norte de Bolivia (al sur hasta Cochabamba y norte de Santa Cruz).